# Rutan Voyager
Il Model 76 Voyager, più noto come Rutan Voyager fu il primo aereo che volò attorno al mondo senza scalo e senza rifornimenti.
Pilotato da Dick Rutan e da Jeana Yeager (nessuna relazione col pilota collaudatore Chuck Yeager), il volo partì dalla pista di 15 000 piedi di lunghezza (4600 m) della Edwards Air Force Base, nel deserto del Mojave (California, USA), il 14 dicembre del 1986, e si concluse con successo, dopo un volo ininterrotto di nove giorni, tre minuti e 44 secondi sulla stessa pista dopo aver percorso 40'212 km (secondo il computo formale certificato dalla Federazione Aeronautica Internazionale FAI), e di 42 432 km secondo la strumentazione di bordo, ad una altezza media di 3,4 km, realizzando il giro attorno al mondo.
Il record superò largamente il record precedente di volo senza scalo di 20 168 km realizzato da un velivolo militare, il bombardiere strategico Boeing B-52 della United States Air Force, nel 1962.

## Il record di volo
Il volo decollò alle 08:01 del mattino.
Al momento della corsa sulla pista per raggiungere la velocità di decollo le ali presero ad oscillare, e nella oscillazione verso il basso sfregarono ed urtarono entrambe con la loro estremità sulla pista rimanendone danneggiate.
Questo avvenne per il fatto che in ogni parte dell'aereo erano ricavati vani a funzione di serbatoi per il carburante, e quindi le ali erano notevolmente sollecitate.
Il danno fu immediatamente notato, sia dall'aereo che da terra, ed anche dall'aereo di supporto che scortò il volo per i primi chilometri, non si notarono però altri danni, l'aerodinamica delle ali era ormai almeno in parte compromessa, ma fu comunque deciso di continuare.
L'aereo, appesantito dalla enorme quantità di carburante, accelerò sulla pista molto lentamente ed utilizzò circa 4,3 km (dei 4,6 disponibili) per poter staccare le ruote da terra.
Escluso un piccolo vano a forma di parallelepipedo orizzontale, dove stavano sdraiati fianco a fianco i due piloti, ed i vani dei motori, tutto il resto delle due fusoliere della navicella centrale e delle ali era pieno di carburante. I due piloti avevano a disposizione solo un sottilissimo materassino, (per risparmiare peso), ed erano continuamente assordati dai motori, vicinissimi, pressoché senza insonorizzazione.
Ad evitare eccessivo stress si erano previsti turni di pilotaggio di tre ore ciascuno, ma non fu possibile rispettare il programma anche perché le variazioni di assetto dovute al consumo di carburante, resero necessaria la ridistribuzione del carburante nei serbatoi, era evidente peraltro una condizione cronica di instabilità del volo e di fragilità strutturale che imponevava il massimo controllo.
Le condizioni di viaggio furono quindi molto stressanti e faticose.

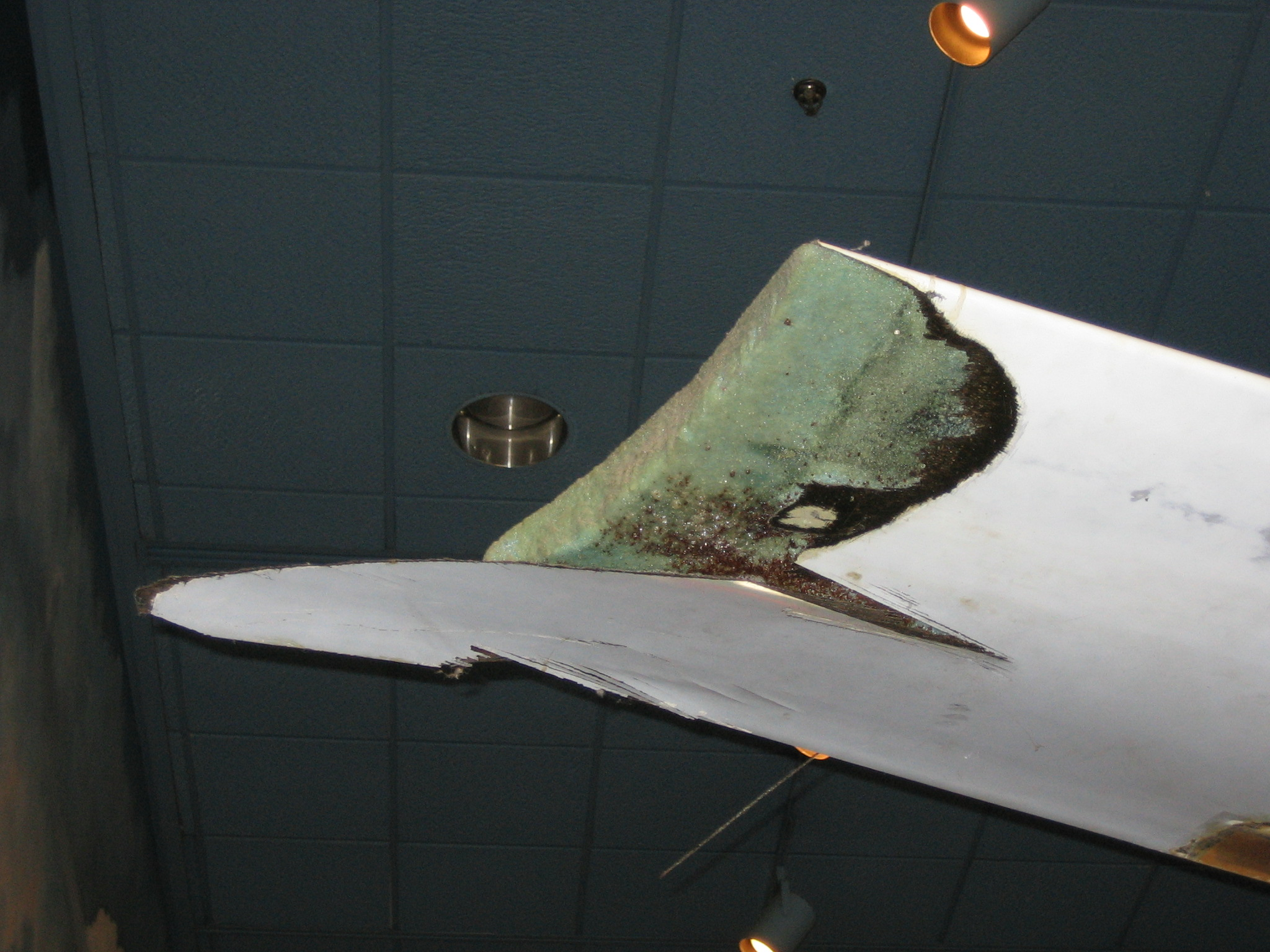
Una estremità danneggiata delle ali del Voyager

Il volo inoltre non fu facile anche per altri aspetti.
Temendo che l'aereo fragilissimo non potesse sopportare condizioni meteo avverse furono costretti ad aggirare aree di pericolosa turbolenza, in particolare per non incontrare, nel Pacifico, l'uragano Margie.
Dato che la Libia aveva rifiutato il sorvolo del suo territorio il volo fu costretto a deviare verso sud, e sorvolare il Ciad.
Durante il volo intercorsero diversi guasti, soprattutto ai sistemi di pompaggio e trasferimento del carburante a cui si pose comunque rimedio in qualche modo.
Il volo si concluse alle 8.06 del mattino, sulla stessa pista da dove era partito, nei serbatoi erano rimasti pochi litri di carburante.
La velocità media del volo fu circa 184 chilometri orari.

## Costruzione dell'aereo

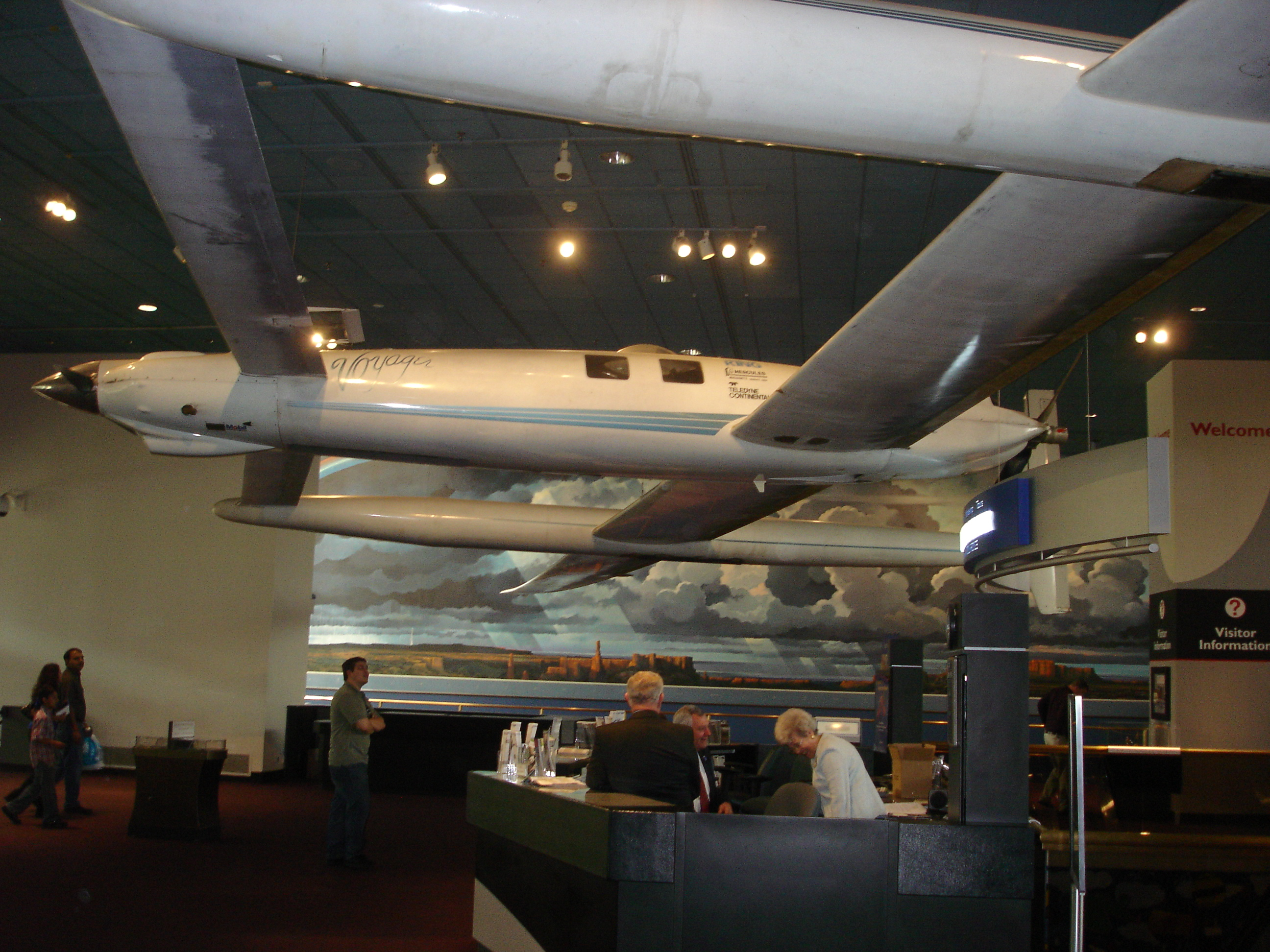
Il Voyager esposto al National Air and Space Museum

L'aereo fu in origine immaginato da Jeana Yeager, appassionata di volo e valida pilota, che espose la sua idea a Dick ed a suo fratello Burt Rutan ad un pranzo nel 1981.
Lo schema strutturale dell'aereo fu fissato con alcune linee tracciate su di un tovagliolo.
L'aereo fu costruito nel deserto del Mojave (California) in cinque anni di lavoro.
Lo schema strutturale dell'aereo è quello definito "canard" cioè con ali arretrate ed impennaggi orizzontali di controllo in posizione anteriore; tale struttura assicura la condizione che in caso di stallo e perdita di portanza l'aeromobile assume naturalmente la posizione di picchiata recuperando così in modo naturale la portanza.
Lo schema strutturale di base fu quindi di fatto analogo a quello del Wright Flyer del 1903 dei fratelli Wright, che è ritenuto essere il primo aereo ad effettuare un vero volo.
L'aereo in gran parte fu costruito da volontari, sotto le indicazioni della Rutan Aircraft Factory, e di una organizzazione definita pomposamente “Voyager Aircraft” (contrariamente a quanto qualcuno affermò in seguito, non fu costruita dalla Scaled Composites).
La struttura è largamente costituita in fibra di vetro, fibra di carbonio e Kevlar.
Il peso della struttura fu ridotto al massimo, essendo limitato a soli 426 kg a vuoto. Ad ogni modo quando fu caricato tutto il necessario per il volo, (piloti compresi) il peso raggiunse il valore di 4,397 kg, ovviamente per la stragrande parte costituito da carburante.
Appare evidente la sproporzione tra peso strutturale, ridotto al minimo, ed il carico di carburante, che essendo variabile e da ridistribuire durante il volo renderà ovvie le difficoltà di pilotaggio.
Il velivolo ebbe uno valore stimato di efficienza aerodinamica (rapporto tra portanza e resistenza) di 27.
Il Voyager ha motori separati, uno anteriore ed uno posteriore alloggiati sulla navetta centrale, lateralmente poi l'aereo ha due fusoliere.
Il motore posteriore, raffreddato ad acqua della Teledyne Continental IOL-200, azionante un'elica spingente fu previsto per il funzionamento continuo per tutto il volo, mentre l'anteriore, con elica traente, raffreddato ad aria Teledyne Continental O-240, aveva il compito di erogare una potenza addizionale per permettere il decollo ed i primi periodi di volo a pieno carico (di carburante).
Mano a mano che il carico trasportato si riduceva, (per il consumo di carburante) la sua trazione divenne non più necessaria e venne spento.

## Dati fondamentali
Le caratteristiche di tale aereo sono:
- equipaggio: due piloti
- lunghezza: 8,90 m
- apertura alare: 33,80 m
- altezza: 3,10 m
- peso in assetto di volo, senza carburante: 1020,6 kg
- peso totale, con carburante: 4397,4 kg
- velocità massima: 196 km/h
- autonomia: 42 212 km

## Esemplari attualmente esistenti
Il Voyager venne realizzato in origine in un solo esemplare, tuttavia sono due gli esemplari completi esposti in strutture museali nel territorio degli Stati Uniti d'America. L'originale è esposto presso il National Air and Space Museum a Washington, mentre una replica invece è esposta presso il Museum of Flight, Seattle, Washington. Un'altra replica (della sola fusoliera) è esposta presso l'EAA AirVenture Museum, Oshkosh, Wisconsin.